# Spirydion Litwinowicz
Spirydion Litwinowicz, (ukr. Спиридон Литвинович/Spyrydon Łytwynowycz, ur. 6 grudnia 1810 w Dryszczowie k. Brzeżan, zm. 4 czerwca 1869 we Lwowie) – greckokatolicki arcybiskup lwowski i metropolita halicki, działacz religijny, polityczny i społeczny w Galicji.

## Życiorys
Absolwent filozofii i teologii na Uniwersytecie Lwowskim. Święcenia kapłańskie przyjął w 1835. Proboszcz greckokatolickiej parafii św. Barbary w Wiedniu (1849), pierwszy w historii rektor greckokatolickiego seminarium duchownego w Wiedniu (1852).
W marcu 1857 mianowany biskupem pomocniczym archieparchii lwowskiej, w 1858 administrował archieparchią po śmierci kardynała Michała Lewickiego. W 1861 wybrany wicemarszałkiem galicyjskiego Sejmu Krajowego. Od 1861 także członek austriackiej Rady Państwa, zwolennik konstytucji lutowej. Od listopada 1861 wiceprezydent Rady Państwa.
Po śmierci arcybiskupa Jachimowicza wybrany arcybiskupem metropolitą lwowskim, ingres odbył 5 maja 1864.
Członek Izby Panów austriackiej Rady Państwa.
Doprowadził do kanonizacji Jozafata Kuncewicza (1867).
Założyciel Zakładu Kredytowego Włościańskiego (1869).